# Gare de Houssyatyn
La gare de Houssyatyn, (ukrainien : Гусятин (станція)) est une gare ferroviaire ukrainienne située dans l'oblast de Ternopil.

## Histoire
Elle fut construite en 1884.